# Скара-Брей
Скара-Брей (Skara Brae) — крупное и хорошо сохранившееся поселение эпохи неолита, обнаруженное у залива Скейл на западном побережье острова Мейнленд, Оркнейские острова, Шотландия. Состоит из 8 домов, объединённых в блоки, которые были населены примерно в 3100—2500 гг. до н. э. Это наиболее хорошо сохранившееся европейское поселение эпохи неолита — степень сохранности такова, что памятник включён в список Всемирного наследия ЮНЕСКО как один из четырёх в объекте Памятники неолита на Оркнейских островах.
Аналогичное поселение, более крупное, но хуже сохранившееся, обнаружено в 10 километрах юго-восточней, в Барнхаузе.

## Открытие и характеристика
Длительное время поселение Скара-Брей было скрыто под слоем осадочных пород, пока в 1850 г. в результате сильного шторма зимой, холм не оказался очищен от слоя травы. Внутри были обнаружены следы деревни, состоявшей из нескольких небольших домиков без крыш. Жилища, сооруженные в холмах, относятся к позднему неолиту.
Очертания поселения определил и начал первые раскопки Уильят Уотт, помещик Скайла. После очередной бури в 1926 г. раскопки Скара-Брея провёл Гордон Чайлд. Здания были сооружены из слюдянистого песчаника, подвергшегося естественной эрозии под воздействием океана. По мнению археологов, когда-то эти сооружения были покрыты деревянными крышами, которые со временем разрушились. Поставка древесины в эту местность была ограниченной, однако из близлежащего океана можно было добыть достаточное количество слюдянистого песчаника, чтобы подобрать подходящие по форме друг к другу куски.
Жители Скара-Брей, по-видимому, изготавливали и использовали желобковую керамику. Вокруг домов сооружались земляные курганы, служившие естественной защитой и опорой для домов, при этом сами дома сооружались на ранее существовавших кучах останков мусора. Хотя мусорные кучи обеспечивали домам некоторую устойчивость, в первую очередь они служили изоляцией от сурового оркнейского климата. В среднем площадь каждого из домов составляла 40 квадратных метров. В каждом доме имелась крупная квадратная комната с большим очагом, который использовался для обогрева и приготовления пищи. Поскольку на острове деревьев росло немного, люди Скара-Брэй покрывали дома лесом, прибитым к берегу, китовыми костями и дёрном.
Из-за нехватки древесины в окрестностях жители Скара-Брей были вынуждены изготавливать предметы интерьера из камня. В жилищах имелись предметы каменной мебели, в том числе своего рода шкафы для посуды, одежды, сиденья и сундуки. Кроме того, в посёлке была предусмотрена сложная система канализации, в каждом из жилищ имелось нечто вроде туалета. В семи домах обнаружена схожая мебель, при этом кровати и своеобразные шкафы были расположены на одних и тех же местах в каждом доме. Шкаф стоял у стены напротив двери, и его в первую очередь видел каждый входивший в дом. В восьмом доме шкафы или сундуки были не обнаружены, однако он был разделен на небольшие ячейки. При раскопках данного дома были обнаружены фрагменты камней, костей и оленьих рогов. Вероятно, этот дом использовался как мастерская для изготовления простых орудий, например, костяных игл или кремнёвых топоров.
В Скара-Брей обнаружен самый ранний образец человеческой  блохи Pulex irritans в Европе.
По данным радиоуглеродного анализа, Скара-Брей был населён с 3100 г. до н. э. и до перемены климата около 2500 г. до н. э., когда он был покинут обитателями.
Хотя видимые сохранившиеся здания производят впечатление единого целого, по-видимому, часть древних сооружений была поглощена морем. Кроме того, ещё не исследованные останки сооружений существуют поблизости, на территории сельскохозяйственных полей либо вблизи скал. Их датировка неизвестна.
В Скара-Брей обнаружено несколько загадочных резных каменных шаров.

## Сходные памятники на Оркнейских островах
Аналогичным памятником является неолитическое поселение Риньо на острове Раузи, но на Раузи не обнаружено гробниц типа мейсхау. Несмотря на наличие большого количества камерных каирнов, их создателями являются люди анстенской керамики.
Примером хорошо сохранившегося земледельческого поселения на Оркнейских островах является Нэп-оф-Хауар на острове Папа-Уэстрей. По планировке он подобен Скара-Брей, но относится к более раннему периоду, 3500—3100 до н. э., и считается наиболее старым из сохранившихся зданий в северной Европе.
- Раскопки поселения в Скара-Брей
- Полки в домах свидетельствуют о наличии у жителей домашней утвари
- Вид с воздуха на поселение; здание 7 покрыто защитной плёнкой. На заднем плане видно современное побережье